# فرد پری
فرد پری (انگلیسی: Fred Perry؛ زاده ۱۸ مهٔ ۱۹۰۹ درگذشته ۲ فوریهٔ ۱۹۹۵) یک تنیس‌باز اهل بریتانیا بود.